# クレイトン・アダムス
クレイトン・アダムス（Clayton Adams、1995年1月15日 - ）は、 USLプロフェッショナルリーグで、オースティン・ボールド・FCの フォワードとしてプレーするアメリカ合衆国のサッカー選手である。

## 参照資料
1. ↑  “USA – C. Adams – Profile with news, career statistics and history – Soccerway”. int.soccerway.com. 2019年3月13日閲覧。